# Mineiro
Pour les articles homonymes, voir Mineiro (homonymie).
 Carlos Luciano da Silva, plus connu sous le nom de Mineiro, est un footballeur international brésilien né le 2 août 1975 à Porto Alegre (Brésil). Il joue au poste de milieu défensif.

## Carrière

### En clubs
- 1997 - 1997 : Rio Branco -  Brésil
- 1997 - 1998 : Guarani FC -  Brésil
- 1998 - 2002 : AA Ponte Preta -  Brésil
- 2003 – 12/2004 : AD São Caetano -  Brésil
- 01/2005 - 12/2006 : São Paulo FC -  Brésil
- 2007 - 2008 : Hertha BSC Berlin  Allemagne
- 2008 - 2009 : Chelsea  Angleterre
- Depuis 2009 : Schalke 04  Allemagne

### En équipe nationale
Il a 13 sélections (0 but) avec l’équipe du Brésil.

## Palmarès
- Champion de l'État de São Paulo en 2004 avec AD Sao Caetano et en 2005 avec São Paulo FC
- Copa Libertadores en 2005 avec São Paulo FC
- Coupe intercontinentale en 2005 avec São Paulo FC
- Vainqueur de la Copa América : 2007 ( Brésil)
- « Ballon d'argent brésilien » en 2000, 2004, 2005 et 2006.